# Холокост в Югославии
Холокост в Югославии — преследование и уничтожение евреев на территории Югославии в период немецкой оккупации во время Второй мировой войны, часть общей политики нацистов и их союзников по уничтожению евреев. Кроме этого на территории Югославии нацисты и их союзники осуществляли геноцид сербов и цыган.
Всего из 80 тысяч евреев, проживавших в Югославии до войны, погибло 66 тысяч (82 %).
Специфика Холокоста в Югославии состояла в том, что в процессе преследования и уничтожения кроме самой Германии существенную роль играли её союзники-оккупанты и местные коллаборационисты. Значительное число евреев приняли участие в антинацистском сопротивлении.

## Евреи в довоенной Югославии
Накануне войны в Югославии проживало около 80 тысяч евреев. Большинство евреев проживало в больших городах: по 11 тысяч в Белграде и Загребе, 10 тысяч в Сараеве и многочисленные общины в Осиеке, Бьеловаре и Скопье. 60 % составляли ашкеназы, 40 % — сефарды. Большинство югославских евреев принадлежали к среднему классу. 58 % занимались торговлей, финансами или работали на транспорте, 13-16 % — чиновники и представители свободных профессий, 12,7 % — рабочие и ремесленники.
По отдельным провинциям статистика была такая:
- Босния и Герцеговина — около 14 500
- Сербия — около 12 500
- Хорватия, Славония и Срем — около 25 000
- Бачка, Баранья — около 16 000
- Банат — около 4200
- Словения, Меджумурье — около 1000
- Косово — около 550
- Санджак, Далмация, Черногория — около 730
- Македония — 7762.

## Оккупация и раздел Югославии во время войны
с 6 по 18 апреля 1941 года Германия, Италия и Венгрия провели военную операцию против Югославии и оккупировали большую часть её территории, кроме объявившей в ходе операции о независимости Хорватии.
Югославия прекратила существование. Её территория была разделена: северная часть Словении была включена в состав Германии; южная часть Словении и Далмация — в состав Италии; Воеводина (Бачка) и северо-западная часть Словении — в состав Венгрии; бо́льшая часть Македонии и восточные районы Сербии — в состав Болгарии; Косово и Метохия, западные районы Македонии и восточные районы Черногории — в состав Албании.
Были образованы Независимое государство Хорватия (включая Боснию-Герцеговину), королевство Черногория (трон остался не занятым) и государство Сербия. При этом Черногория была оккупирована итальянскими войсками, а Сербия немецкими, но там были созданы местные правительства и административно-государственные структуры, а также вооружённые силы.

## Геноцид в отдельных оккупированных зонах

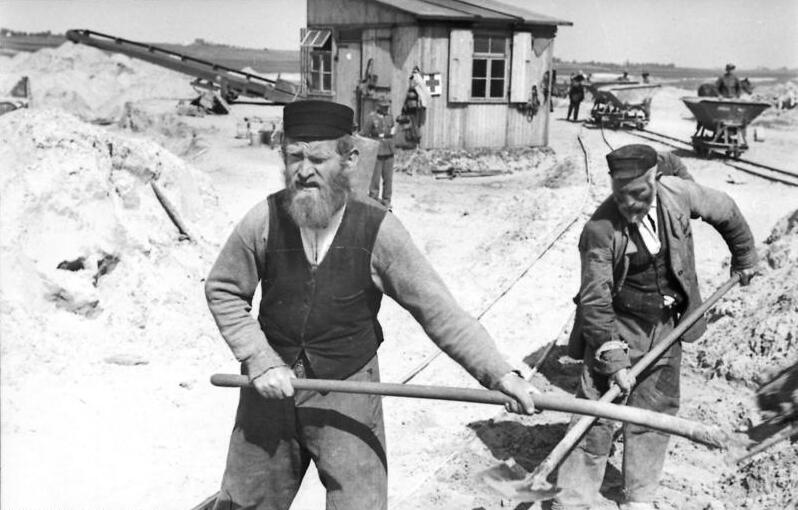
Евреи Югославии на принудительных работах, 1941

После оккупации немецкими войсками части Югославии всё еврейское имущество было конфисковано, самих евреев использовали на принудительных работах. В августе 1941 года множество евреев Сербии было арестовано немцами. С октября начались массовые расстрелы. В ноябре 1941 года оставшиеся в живых евреи Сербии были собраны в лагере Саймиште под Белградом и уничтожены в марте-июле 1942 года в грузовиках-душегубках.
Большинство евреев Хорватии были уничтожены союзниками нацистов — усташами. 20 из 30 тысяч хорватских евреев были убиты усташами в концлагере Ясеновац. К концу октября 1941 года их осталось около 7 тысяч, впоследствии они были отправлены в Освенцим.
Кроме немцев и усташей уничтожением евреев в Югославии занимались также мусульмане-албанцы из дивизии СС «Скандербег» и мусульмане-боснийцы из дивизии СС «Хандшар». В венгерской зоне оккупации в районе Воеводины в январе 1942 года подразделения венгерской армии и полиции начали убивать евреев и сербов. В 1944 году немцы депортировали в Освенцим из венгерской зоны более 10 тысяч человек. Из 16 тысяч живших в этом регионе евреев погибло 14 тысяч человек.
В итальянской зоне оккупации командование не выдавало евреев для депортации в лагеря смерти. К моменту капитуляции Италии в 1943 году множество евреев бежало из этой зоны на территорию, контролируемую партизанами Иосипа Тито.
В болгарской зоне оккупации в Македонии проживало около 8000 евреев. Этих евреев по согласованию с немцами болгарские власти в 1943 году депортировали в лагеря смерти. 11 марта 1943 года македонские евреи были арестованы и направлены в транзитный лагерь в Скопье. Одиннадцать дней спустя, 165 из задержанных, в основном врачи, фармацевты и иностранцы были освобождены. Остальные были депортированы в Треблинку и погибли.

## Сопротивление нацистам
После оккупации Югославии развернулось широкое партизанское движение, значительную часть которого составляли партизаны-евреи. В рядах партизан сражались 4572 еврея, из них 3000 — в боевых частях, в том числе в рядах отдельного еврейского батальона на острове Раб в Адриатическом море. В числе первых присоединившихся к югославским партизанам был известный интеллектуал и деятель коммунистической партии Югославии Моше Пьяде, который впоследствии стал ближайшим помощником Иосипа Тито. Десять евреев были удостоены звания Народного героя Югославии. Среди них кроме Моше Пьяде были также Исидор Барух, Павел Горанин, Нисим Албахари, Самуэль Лерер, Роберт Домани, Илья Энгель, Павле Пап, Адольф Штейнбергер и Эстер Овадия. Семеро из них удостоены звания посмертно.

## Спасение евреев
Существует информация о сотнях людей, спасавших евреев и помогавших им с риском для собственной жизни. Многие из них признаны праведниками народов мира Институтом Катастрофы и героизма Яд ва-Шем в Иерусалиме. Такое звание присвоено 141 жителям Сербии, 132 жителям Хорватии, 49 жителям Боснии, 10 жителям Северной Македонии, 16 жителям Словении и одному жителю Черногории.
Большая часть выживших боснийских евреев спаслись благодаря тому, что были в партизанских отрядах, включая Еврейский Рабский батальон.

## Память о Холокосте

### Македония
В сентябре 2005 года президент Македонии Бранко Црвенковский, премьер-министр Владо Бучковский, общественные деятели и иностранные дипломаты, а также еврейские общины из Израиля, США и России приняли участие в церемонии закладки в Скопье Мемориального центра Холокоста.

### Сербия
С 2011 года Сербия стала страной-участницей Международного альянса в память о Холокосте. Ежегодно 27 января в стране проводятся памятные мероприятия. В Белграде установлено несколько мемориальных знаков, а так же ведутся работы по мемориализации комплекса Саймиште. Информация о Холокосте на территории Югославии обычно включена в экспозицию различных музеев. В Белграде, Зренянине и Нови Бичее установлены т.н. «камни преткновения».